# Auguste Gaspais
Auguste Gaspais (Saint-Brieuc-de-Mauron, 22 aprile 1884 – Seysses, 21 ottobre 1952) è stato un vescovo cattolico e missionario francese.

## Biografia
Auguste Ernest Désiré Marie Gaspais nacque il 22 aprile 1884 a Saint-Brieuc-de-Mauron nella Bretagna.

### Formazione e ministero sacerdotale
Dopo gli studi a Ploërmel entrò nel seminario maggiore di Vannes e successivamente entrò nel seminario delle missioni estere nel 1903.
Al termine degli studi, il 6 dicembre 1906, fu inviato in Malaysia, da dove poi avrebbe raggiunto la sua destinazione. Giunto a Penang, fu ordinato diacono il 25 maggio 1907 e presbitero il 7 luglio successivo. Tre giorni dopo, il 10 luglio, si imbarcò per raggiungere la missione nello Jilin.
Arrivato nella Manciuria, si dedicò allo studio della lingua per tre anni ed in seguito fu nominato capo dei distretti di Foup-loung-ts'uen e di Kou-yu-chou.

### Ministero episcopale
Il 16 dicembre 1920 papa Benedetto XV lo nominò Vicario apostolico coadiutore della Manciuria Settentrionale, assegnandogli la sede titolare di Canopo. Ricevette l'ordinazione episcopale il 29 maggio 1921 per imposizione delle mani del vescovo Gustave Mutel. Il 23 febbraio 1923 succedette al governo della sede.
Fu una figura centrale nella storia della Chiesa in Cina, svolgendo un ruolo chiave nelle relazioni tra la Santa Sede e la Repubblica di Cina, nonché tra i principali contributori alla risoluzione della controversia dei riti cinesi.
Nel corso del suo ministero, fu un pastore zelante, animato da un forte spirito missionario. Diede impulso alla costruzione di molte chiese, scuole e dispensari, alcuni dei quali gestiti dalle suore bianche di Bretagna. Conscio del suo dovere di garantire la formazione di un clero locale, ebbe cura di assicurare che la formazione dei seminaristi si avvicinasse il più possibile a quella offerta in Europa e perciò affidò agli assunzionisti la direzione del seminario maggiore nazionale del Manciukuò. Chiese, inoltre, l'aiuto dei lasalliani canadesi per gestire meglio i corsi formativi del seminario.
Con la conquista della Manciuria, il Giappone fondò lo stato fantoccio del Manciukuò, destabilizzando e opprimendo il popolo cinese. In tale contesto i cinesi cattolici presenti nel territorio, già visti con diffidenza e spesso con manifesto disprezzo dai loro stessi connazionali, si ritrovarono in una terribile posizione. 
Da un lato il governo del Manciukuò troncò ogni rapporto con la Santa Sede, ma dall'altro lato il Giappone faceva pressione, affinché proprio dal Vaticano giungesse il riconoscimento formale del Manciukuò.
Il 20 febbraio 1934 venne nominato rappresentante della Santa Sede e delle missioni cattoliche del Manciukuò presso il governo del Manciukuò ad tempus con il compito di intermediare tra il governo fantoccio, le autorità giapponesi e la Santa Sede.
Tale soluzione suscitò però lo sdegno delle autorità giapponesi così come della Repubblica di Cina, in quanto i primi si vedevano negato un potenziale alleato che potesse legittimare il loro operato, mentre per i cinesi affidare al vescovo vicario della Manciuria tale incarico suggeriva che il Vaticano implicitamente riconoscesse la conquista giapponese e quindi lo smembramento dell'unità storica della Cina.
A complicare ulteriormente il quadro, fu l'introduzione obbligatoria per la popolazione da parte dello stato del Manciukuò dell'osservanza dei riti confuciani di venerazione degli antenati nel 1935. Il problema morale che veniva a porsi per le migliaia di fedeli fu studiato attentamente da monsignor Gaspais, che, dopo aver esaminato l'essenza di tali riti, giunse alla conclusione che tali pratiche non contraddicevano la dottrina della Chiesa, in quanto gli onori tributati agli antenati erano principalmente un'espressione culturale e filosofica più che un atto di natura religiosa. Ciò pose fine alla secolare controversia dei riti cinesi.
Nel 1945 il Manciukuò cessò di esistere e il territorio venne riunificato con la Cina nel frattempo dilaniata dalla guerra civile.
L'11 aprile 1946 papa Pio XII con la bolla Quotidie Nos elevò il vicariato a diocesi con il nome di Jilin e nominò monsignor Gaspais primo vescovo.
Il 1º ottobre 1949 venne proclamata la nascita della Repubblica Popolare Cinese, che segnò di fatto la fine della Chiesa in Cina. Ogni missionario straniero venne arrestato e infine espulso ed ogni cinese cattolico perseguito. Il 1º gennaio 1952 monsignor Gaspais venne espulso dalla Cina e spedito ad Hong Kong, da dove poi si sarebbe imbarcato per tornare in Francia.
Dopo aver prestato servizio come vescovo missionario per 29 anni, morì improvvisamente a Seysses il 21 ottobre 1952 all'età di 68 anni.

## Genealogia episcopale e successione apostolica
La genealogia episcopale è:
- Cardinale Scipione Rebiba
- Cardinale Giulio Antonio Santori
- Cardinale Girolamo Bernerio, O.P.
- Arcivescovo Galeazzo Sanvitale
- Cardinale Ludovico Ludovisi
- Cardinale Luigi Caetani
- Cardinale Ulderico Carpegna
- Cardinale Paluzzo Paluzzi Altieri degli Albertoni
- Papa Benedetto XIII
- Papa Benedetto XIV
- Papa Clemente XIII
- Cardinale Marcantonio Colonna
- Cardinale Giacinto Sigismondo Gerdil, B.
- Cardinale Giulio Maria della Somaglia
- Cardinale Carlo Odescalchi, S.I.
- Vescovo Eugène de Mazenod, O.M.I.
- Cardinale Joseph Hippolyte Guibert, O.M.I.
- Cardinale François-Marie-Benjamin Richard
- Arcivescovo Gustave Mutel, M.E.P.
- Vescovo Auguste Gaspais, M.E.P.

La successione apostolica è:
- Vescovo Theodor Breher, O.S.B. (1937)
- Vescovo Charles Joseph Lemaire, M.E.P. (1939)
- Vescovo André-Jean Vérineux, M.E.P. (1949)